# Julian Steinhausen
Julian Noah Steinhausen (* 20. Dezember 2001) ist ein US-amerikanischer Tennisspieler.

## Karriere
Steinhausen spielte im Einzel über 60 Matches auf der ITF Junior Tour, allerdings hauptsächlich bei niedrig dotierten Turnieren, sodass er nur eine Position von Platz 456 erreichen konnte.
Nach Abschluss der High School begann Steinhausen 2019 ein Studium an der Southern Methodist University, wo er auch College Tennis spielte. Er schloss den Bachelor 2024 ab.
In seinem Leben spielte Steinhausen bislang nur drei Tennisturniere im Doppel der Profis: 2022 zwei Turniere der ITF Future Tour und 2024 mit Huntley Allen beim Event der ATP Tour in Dallas. Bei einem der Future-Turniere gewann er ein Match, wodurch er einen Punkt für die Weltrangliste gewann. Zu den Einsätzen kam er zweimal dank einer Wildcard, die ihm als Student seiner Uni in Dallas zuteilwurde. Nach dem ATP-Event in Dallas nahm Allen an keinen weiteren Turnieren mehr teil.